# Bilorientering
Bilorientering, Bil-O, är en bilsport där man med hjälp av karta och körorder skall köra en i förväg okänd väg på en bestämd tid. Sporten har gemensam bakgrund med rallysporten. Bilorientering utövas främst i Norden. Det internationella tävlandet organiseras genom Fédération Internationale de l'Automobile (FIA) som är huvudorgan för all bilsport. Man tävlar internationellt i serien North European Zone Auto Navigation (NEZ).

## Bilorientering i Sverige
Bilorientering organiseras i Sverige genom Svenska Bilsportförbundet (SBF).
Från början kallades sporten för Landsvägstävling, sedermera T – Tillförlitlighet för bil & MC, vilket det kördes SM i mellan 1952 och 1973. OT – Orientering och Tillförlitlighet kördes i två typer OT-A där det ingick prov, och OT-B som det även ingick specialsträckor i.
Sporten utvecklades sedermera i olika riktningar; Rally och Bilorientering. I rally behöll man gasandet på specialsträckor samt enkla transporter däremellan – medan själva kartfinesserna blev kvar i bilorientering.
Från kring 1950- till 1970-talet körde man mestadels efter kartor i 200 000, 100 000 och 50 000 dels skala. Nuförtiden använder man sig av små kartklipp med varierande kartskalor i en körorder.
Bilorientering tävlar man i Sverige i två former;
• typ A - med numrerade kontroller
• typ B - med onumrerade kontroller.
En tävling kan bestå av orienteringssträckor och transportsträckor däremellan. En sträcka kan vara allt från ett par minuter till uppemot någon timme, och en tävling kan pågå från totalt någon timme vid debutanttävling, till uppemot ett par timmar vid större tävlingar. Ett riktigt stort arrangemang kan hålla på hela kvällen och natten. Innan tävling är banans sträckning hemlig för de tävlande.
Man tävlar i bilorientering på lokalnivå, distriktsnivå (DM) samt riksnivå (SM). Det finns även en internationell serie.

### Svenska Mästare
Svenska Mästare i Bilorientering har korats årligen sedan 1961.
- Mästare 2009 är Hans-Erik Haraldsson & Mikael Andersson, Norrahammars MK/Degerfors RC, Audi 80 Quattro.
- Mästare 2008 är Hans-Erik Haraldsson & Mikael Andersson, Norrahammars MK/Degerfors RC, Audi 80 Quattro.
- Mästare 2007 var Kenneth Lannermo & Ulf Andersson, Skepptuna MK/Älmhults MK, Volkswagen Golf.
- Mästare 2006 var Hans-Erik Haraldsson & Mikael Andersson, Norrahammars MK/Degerfors RC, Audi 80 Quattro.